# 에릭 달
에릭 더레이(Eric Da Re, 1965년 3월 3일 ~ )은 미국의 배우이다.
로스앤젤레스에서 태어났다.

## 출연 작품
- 테드 번디 (2002년)
- 딜리버링 마일로 (2001년)
- 플레잉 갓 (1997년)
- 스타쉽 트루퍼스 (1997년)
- 넘버 원 팬 (1995년)
- 죽음의 워터프론트 (1995년)
- 라이트 아웃 (1994년)
- 크리터스 4 (1992년)
- 트윈 픽스 (1992년)
- 초인 플래시: 파일롯 (1990년)
- 죽음의 밤 3 (1989년)